# Albert Ferrer
Albert Ferrer Llopis, född den 6 juni 1970 i Barcelona, Spanien, är en spansk fotbollsspelare som tog OS-guld i herrfotbollsturneringen vid de olympiska sommarspelen 1992 i Barcelona. 